# Lindsay Wilson
Lindsay Wilson, novozelandski veslač, *15. oktober 1948, Methven.
Wilson je za Novo Zelandijo nastopil na Poletnih olimpijskih igrah 1972 v Münchnu in Poletnih olimpijskih igrah 1976 v Montrealu. 
Obakrat je veslal v osmercu, ki je v Münchnu osvojil zlato, v Montrealu pa bronasto medaljo.